# Stampen (film)
Pour plus de détails, voir Fiche technique et Distribution.
Stampen est un film suédois réalisé par Hans Lagerkvist (sv) et sorti en 1955.

## Synopsis
Patrik travaille dans un prêteur sur gages et Viveka est femme de ménage. Ils se rencontrent et sont attirés l'un par l'autre, mais chacun est gêné par son travail, qu'il dissimule à l'autre. Bientôt, cela conduit à des malentendus et d'autres complications s'ensuivent.

## Fiche technique
- Titre : Stampen
- Réalisateur : Hans Lagerkvist (sv)
- Scénario : Gösta Gustaf-Janson (sv)
- Musique :Eskil Eckert-Lundin (sv), Julius Jacobsen (sv)
- Date de sortie : 28 février 1955
- Format : Couleurs - Mono
- Pays d’origine :  Suède
- Langue d’origine : suédois
- Genre : Comédie
- Durée : 85 minutes
- Date de sortie : 28 février 1955

## Distribution
- Nils Poppe : Patrik Palmquist
- Ann-Marie Gyllenspetz : Viveka Svensson
- Holger Löwenadler : August Larsson
- Gunnar Björnstrand : Acke Kullerstedt
- Håkan Westergren : Teofon Svensson
- Siv Ericks : Sylvia
- Sven-Eric Gamble : Hogge
- Carl Ström : Oskar Oxelblad
- Gull Natorp : Landlady
- Margita Lindström : Ulla-Britt Svensson
- Ludde Juberg : Costumier avec Parrot
- Emmy Albiin : Amalia Pettersson
- Gregor Dahlman : Propp
- David Erikson : Chauffeur
- Claes Esphagen : Officier de police
- Sven Holmberg : Officier de police
- Ragnar Klange : Fastén
- Rune Ottoson : Officier de police
- Georg Skarstedt : Karl-Fredrik